# Maarten Vande Wiele

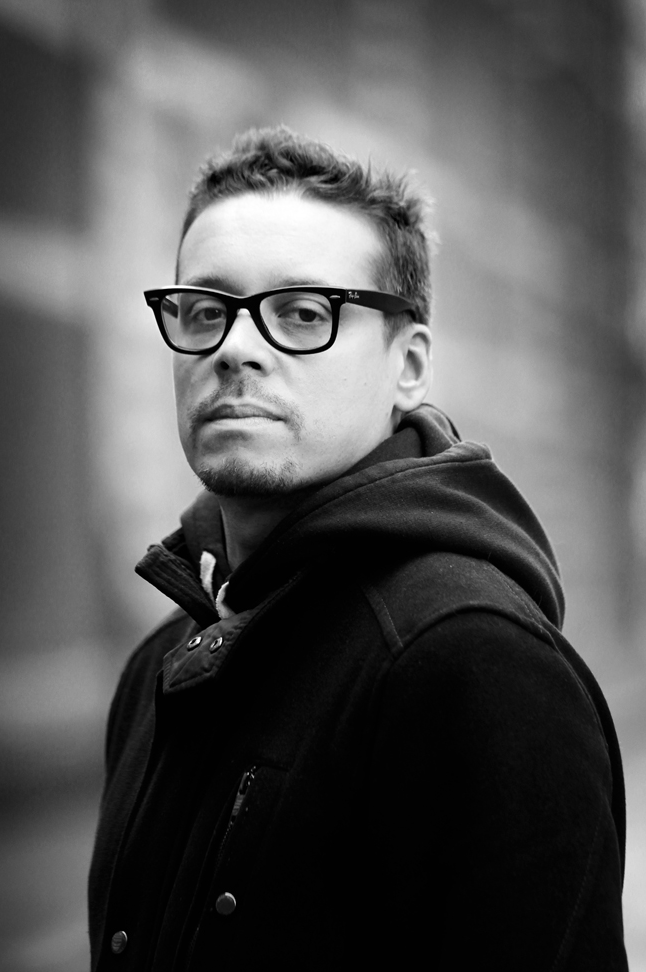
Maarten Vande Wiele, door Bart Van Der Moeren.

Maarten Vande Wiele (Gent, 7 oktober 1977) is een Belgisch illustrator en striptekenaar. Hij is het meest bekend voor 'Paris'.

## Biografie
Maarten Vande Wiele studeerde fotografie en animatiefilm, maar werd striptekenaar en illustrator. Zijn illustraties zijn gepubliceerd in allerlei Belgische en Nederlandse magazines, waaronder De Morgen, De Standaard, Feeling, Flair, Het Laatste Nieuws, Humo, P-magazine, Ché, Vrij Nederland.
Hij debuteerde met Glamourissimo (2000). Nadien volgden 'Strip noir' (2005), het drieluik 'Doctor Carnacki' (2006), de graphic novels ‘I love Paris’, ‘I hate Paris’ die gebundeld werden in ‘Paris’ (2010), ‘Monsieur Bermutier’ (2013), ‘ABBA zoekt Frida’ (2015) en het tweeluik ‘Zeep’(2019).

## Prijzen
- November 2018: Winnaar van de Plastieken Plunk 2018, kortverhaal ‘Octopussy in 007 pagina’s.